# 詹苏·厄兹巴依
詹苏·厄兹巴依（土耳其語：Cansu Özbay，1996年10月17日—），土耳其女子排球運動員，司職二傳手。現時效力於土超豪門球隊瓦基弗银行女排俱乐部。
在2017年開始成為土耳其國家女子排球隊一員。她代表土耳其在出戰2018年世界女排聯賽奪得銀牌。奥兹巴伊在2018年世界女排聯賽中表現出色，並首度在世界賽上獲得最佳二傳。

## 獎項

### 个人荣誉
- 2017-18赛季土耳其女排超級聯賽：最佳二傳
- 2018年世界女排聯賽：最佳二傳
- 2018-19赛季土耳其女排超級聯賽：最佳二傳

### 俱樂部
- 2016年世界女排俱樂部錦標賽： - 銅牌（瓦基弗銀行女排俱樂部）
- 2016年土耳其冠軍杯： - 銀牌（瓦基弗銀行女排俱樂部）
- 2016–17赛季土耳其女排超級聯賽： - 銅牌（瓦基弗銀行女排俱樂部）
- 2016–17赛季歐洲女排聯賽冠軍盃： - 金牌（瓦基弗銀行女排俱樂部）
- 2017年世界女排俱樂部錦標賽： - 金牌（瓦基弗銀行女排俱樂部）
- 2017年土耳其冠軍杯： - 金牌（瓦基弗銀行女排俱樂部）
- 2017年土耳其杯： - 金牌（瓦基弗銀行女排俱樂部）
- 2017–18赛季土耳其女排超級聯賽： - 金牌（瓦基弗銀行女排俱樂部）
- 2017–18赛季歐洲女排聯賽冠軍盃： - 金牌（瓦基弗銀行女排俱樂部）
- 2017年土耳其冠軍杯： - 銀牌（瓦基弗銀行女排俱樂部）
- 2018年世界女排俱樂部錦標賽： - 金牌（瓦基弗銀行女排俱樂部）
- 2018-19赛季土耳其女排超級聯賽： - 金牌（瓦基弗銀行女排俱樂部）

### 國家隊
- 2018年世界女排聯賽： - 銀牌

| 獎項        | 獎項                        | 獎項      |
| ----------- | --------------------------- | --------- |
| 前任： 首任 | 2018年世界女排聯賽 最佳二傳 | 繼任： － |